# Haimo Kinzler
Haimo Kinzler (* 1960 in Göppingen) ist ein deutscher Comic-Zeichner und -Autor.

## Leben
Kinzler studierte Germanistik, Philosophie und Rhetorik (bei Walter Jens) in Tübingen. 1998 wurde er für die Comicserie Wüttner mit dem Max-und-Moritz-Preis ausgezeichnet. In den Krigstein-Alben zeigt Kinzler das Kriegsjahr 1945 aus der Sicht anthropomorpher Tiere.  Er arbeitete als Drehbuchautor der Fernsehserie Käpt’n Blaubär (nach einer Figur von Walter Moers) und schrieb von 2006 bis 2009 für die Fix-und-Foxi-Comics. 2009 erschien seine Kinderbuchserie Gustav in Zusammenarbeit mit Leo Leowald.

## Werke
- Frohes Fest! bei Subito!, 2007
- Schneewittchen und die sieben vertikal Herausgeforderten. bei Eichborn, 1996
- Sonntagsauch. bei Subito!, 3 Bände, 2006
- Krigstein. beim Zwerchfell-Verlag, 4 Bände, 1999–2008
- Herr Wüttner & Frau Kleinschrott. bei Heinzelmännchen, 3 Bände, 1996–1998
- Wüttner. bei Zwerchfell-Verlag, 5 Bände, 1995–1998
- Gustav bei Stromboli, 2 Bände, 2009
- Gisela gibt Gas bei Stromboli, Tübingen 2013